# Des vacances mouvementées
Pour plus de détails, voir Fiche technique et Distribution.
Des vacances mouvementées (Tourist Trap) est un téléfilm américain réalisé par Richard Benjamin, sorti en 1998.

## Synopsis
Pendant un voyage, une famille est face à une scène des lieux de la bataille de Cripple Creek.

## Fiche technique
- Titre original : Tourist Trap
- Titre français : Des vacances mouvementées
- Réalisation : Richard Benjamin
- Scénario : Andy Breckman
- Direction artistique : Stephen Geaghan
- Décors : Erik Gerlund
- Costumes : Tom Bronson et Toni Burroughs-Rutter
- Photographie : Ron Orieux
- Montage : Jacqueline Cambas
- Musique : Cynthia Millar
- Casting : Lisa Beach et Lynne Carrow
- Production : Jeffrey Lampert ; Carol Baum, Sandy Gallin et Scott Immergut (exécutif)
- Sociétés de production : Sandollar Television et Walt Disney Television
- Sociétés de distribution : American Broadcasting Company et Buena Vista Television (télévision)
- Pays d'origine :  États-Unis
- Langue originale : anglais
- Format : couleur - 35 mm - 1,33:1 - son stéréo
- Genre : aventure
- Durée : 89 minutes
- Dates de sortie :
  - États-Unis : 5 avril 1998 sur ABC[1]
  - France : date inconnue

Source : IMDb

## Distribution
- Yvonne Campeau : Daphne
- Paul Giamatti (VF : Éric Métayer) : Jeremiah Piper
- Brendan Fletcher : Kyle Early
- Julie Hagerty : Bess Piper
- Rodney Eastman : Stork
- Margot Finley : Rachel Piper
- Stephen E. Miller : Dale Butterworth
- Walter Olkewicz (en)  : M. Bloom
- David Rasche : Derek Early
- Ryan Reynolds (VF : Christophe Lemoine) : Wade Early
- Jeremy Radick : Arlo
- Blair Slater : Josh Piper
- Daniel Stern : George W. Piper
- Crystal Verge : Carla Butterworth
- Chas Harrison : le détective privé Latimer
- Wally Dalton : le ranger Ratovich
- Garry Davey : le shérif Lancaster
- Stephen Dimopoulos : le manager